# Blue Moon of Kentucky
Singles de Elvis Presley
Good Rockin' Tonight
(1955)
Blue Moon of Kentucky est une chanson écrite en 1946 par le chanteur et musicien de country américain Bill Monroe. Enregistrée par lui, avec son groupe Blue Grass Boys, pour Columbia Records, elle est sortie en 78 tours en 1947.
Pour son importance « culturelle, historique ou esthétique », l'enregistrement original de Bill Monroe and the Blue Grass Boys est sélectionné en 2002 pour être conservé au Registre national des enregistrements (National Recording Registry) de la Bibliothèque du Congrès américain. Elle fait également partie de la sélection de 660 « chansons qui ont façonné le rock 'n' roll » établie par l'équipe du Rock and Roll Hall of Fame.

## Version d'Elvis Presley
La chanson a été choisie pour être sur la face B du premier single d'Elvis Presley, That's All Right (Mama), qui est sorti sur le label Sun Records en 1954. Elvis l'a enregistré lors de sa deuxième session chez Sun le 6 juillet 1954.
Originellement une valse lente,,, dans la version d'Elvis la chanson est transformée en une mélodie optimiste, avec un tempo élevé et entraînant (qui contraste avec les paroles déchirantes). Cet enregistrement est maintenant considéré comme l'un des premiers exemples du genre qui allait devenir connu comme rockabilly.

## Autres enregistrements
En 1954, les Stanley Brothers ont enregistré une version de la chanson sur des arrangements en 4/4, avec instrumentation bluegrass, comblant parfaitement le fossé stylistique entre les approches de Monroe et Presley. Bill Monroe a ensuite ré-enregistré et interprété la chanson en utilisant un mélange des deux styles, en commençant la chanson dans son original 3 Arrangement 4 fois, puis se lancer dans un uptempo 4/4. 
Patsy Cline a enregistré "Blue Moon" en 1963. La voix de Cline a été superposée sur un arrangement différent pour la bande originale du film biographique de Cline, Sweet Dreams.
En 1968, Al Kooper enregistra une version de son premier album solo, I Stand Alone.
En 1991, Paul McCartney a enregistré une version pour son album live, Unplugged (The Official Bootleg), qui combinait les versions de Bill Monroe et d’Elvis Presley.
En 2003, le groupe Zombie Ghost Train, de Psychobilly/Rockabilly a repris la chanson sur leur album Monster Formal Wear.